# حامول (بنت جبيل)
حامول هي إحدى القرى اللبنانية من قرى قضاء بنت جبيل في محافظة النبطية.